# Eisenhowerova doktrína

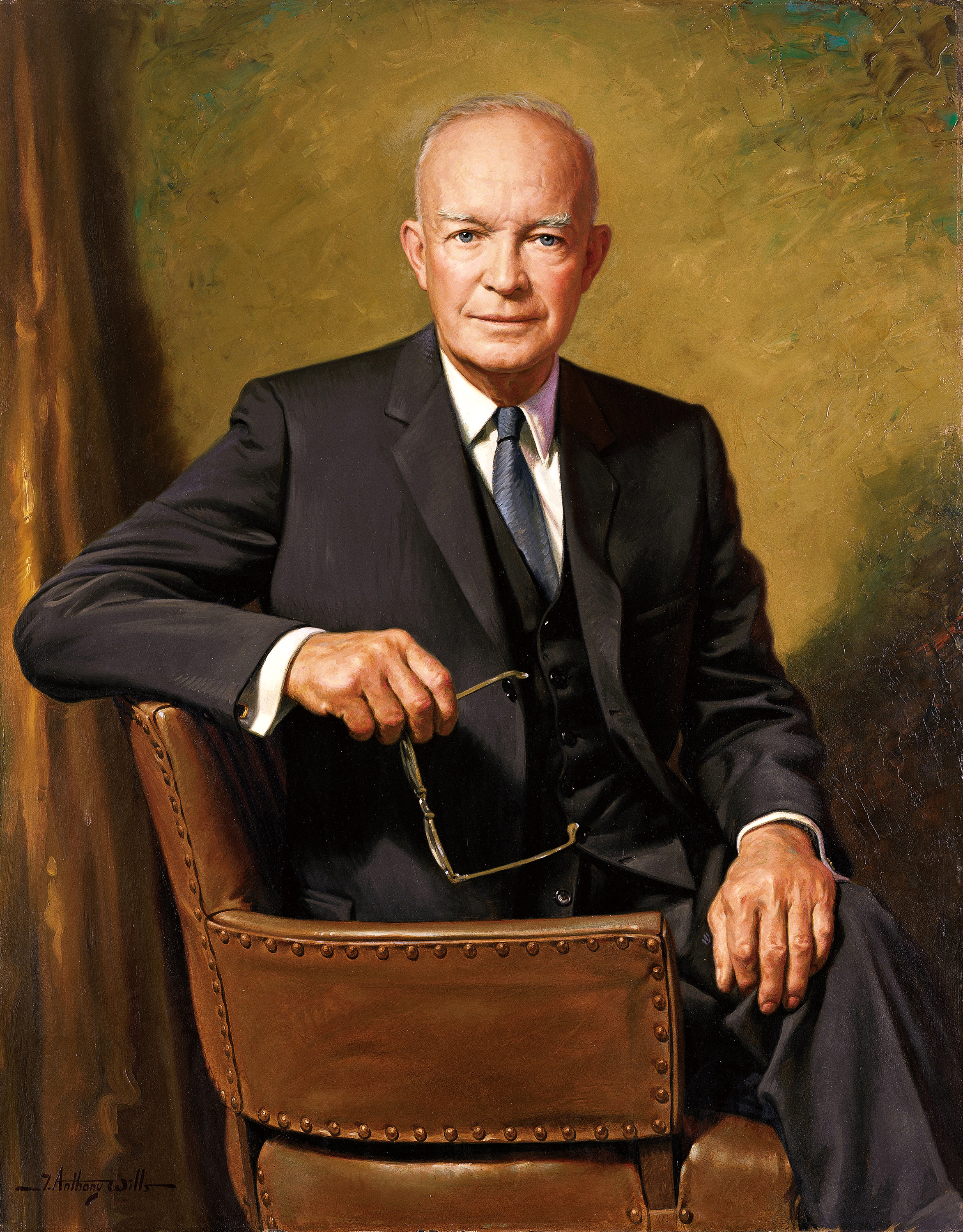
Dwight D. Eisenhower

Eisenhowerova doktrína  byla vyhlášena 34. prezidentem USA Dwightem D. Eisenhowerem v projevu kongresmanům dne 5. ledna 1957 v rámci zahraniční politiky Spojených států.

## Doktrína
Eisenhowerova doktrína si kladla za cíl ekonomickou a vojenskou pomoc zemím Blízkého východu, které byly ohroženy šířením komunismu a narůstajícím panarabským hnutím. Prezident Eisenhower prohlásil, že ozbrojené síly USA jsou připraveny zasáhnout, pokud o to budou požádány některou ze zemí v tomto regionu. Tím pokračoval v linii politiky Trumanovy doktríny.
Kongres vyčlenil na uskutečnění této doktríny zpočátku 200 miliónů dolarů. Část z tohoto finančního obnosu byla použita ještě téhož roku na vnitřní stabilizaci Jordánska, část pak byla vyčleněna na misi 15 000 vojáků námořní pěchoty do Libanonu v roce 1958, který byl ohrožen občanskou válkou.
Doktrína byla přímou reakcí na suezskou krizi a neúspěšný americký projekt OMEGA zaměřený na ovlivňování Egypta.